# Galeodea triganceae
Galeodea triganceae là một loài ốc biển lớn, động vật thân mềm chân bụng sống ở biển trong họ Cassidae.
Chiều cao tối đa của vỏ ốc lên đến 48 mm, và chiều rộng có thế đạt 31 mm.
Đây là loài đặc hữu của New Zealand bao gồm quần đảo Chatham.